# باتريك زونيفيلد
باتريك زونيفيلد (بالهولندية: Patrick Zonneveld)‏ هو لاعب كرة قدم هولندي في مركز حراسة المرمى، ولد في 17 مارس 1988 في هيمستيده في هولندا. لعب مع نادي هارلم.